# Медиафакс
„Медиафакс“ (на румънски: Mediafax) е информационна агенция в Румъния, основана през 1991 г. Предоставя общи и бизнес новини. Тя е част от най-голямата медийна компания в Румъния „Медиафакс груп“. През 2007 г. стартира сайтът www.mediafax.ro.
През 2015 г. директорът на информационната агенция Адриян Сърбу е задържан поради тежки финансови нарушения и пране на пари.